# Contribuição para a Crítica da Economia Política
Contribuição à Crítica da Economia Política (em alemão:  Kritik der Politischen Ökonomie) (1859) foi o livro de Marx anterior a O Capital (1867). Marx escreveu no prefácio da primeira edição de O Capital que a longa pausa foi devida a uma longa enfermidade.
O livro trouxe apenas dois capítulos: A mercadoria e A moeda. O plano inicial era fazer uma série: os livros seguintes abordariam o capital, propriedade fundiária, trabalho assalariado, Estado, comércio exterior e mercado mundial.
Anos depois, essa série foi abandonada, foi procurada uma outra editora e assim nasceu a nova série inconclusa O Capital de 4 livros (sendo o último as Teorias da Mais-Valia), que incorporou os temas do plano inicial e colocou Crítica da Economia Política como subtítulo.

## Conteúdo
Há pequenas diferenças entre este livro e a primeira seção de O Capital: "Mercadoria e Dinheiro" que condensou o conteúdo de Contribuição à Crítica da Economia Política.
Marx começa falando da diferença entre valor-de-uso e valor-de-troca, enquanto que O Capital começa a partir da diferença entre valor-de-uso e valor (na verdade o valor-trabalho), para depois comentar do valor-de-troca. 
Trata-se de diferença de ordem na hora de expor: em Contribuição, a mercadoria tem valor-de-uso, e quando é trocada por outras mercadorias (ou dinheiro), então está dentro de relações de troca consequentemente relações sociais. E dentro da sociedade as pessoas trabalham, e assim nasce o valor (valor-trabalho) que é mais importante que o valor-de-uso e valor-de-troca. 
Isso porque valor-de-uso é determinado pela utilidade, e isso depende de quem fará o uso: para aquela pessoa apenas aquela mercadoria tem aquela utilidade, e portanto é insubstituível e único, dificultando comparação com demais mercadorias.  
Por outro lado, valor-de-troca oscila a todo momento no comércio, dependendo de oferta e procura, de justeza ou barganha entre comerciantes e consumidores. Mas dessa forma, se um vendedor de ferramentas vende caro, o comprador compra caro as ferramentas e com elas produz sua engenhoca, que também ficará mais caro por conta das ferramentas caras que comprou, e assim quem comprar a engenhoca também revenderá mais caro seu produto ou serviço, de forma que o aumento de preços mais cedo ou mais tarde atinge aquele que inicialmente aumentou o preço das ferramentas. Sendo assim, o valor-de-troca é volátil demais.
Para constatar o preço mínimo para começar a venda, ou, depois de muitas vendas e compras, constatar que existe uma média em torno da qual oscilam os preços, é necessário então um valor que não varie apesar dos preços nominais aumentarem ou abaixarem nas trocas, mas que também não seja tão único e difícil de comparar como o valor-de-uso. 
Fisiocratas falaram do valor que veio da natureza e portanto as mercadorias valem mais ou menos dependendo do quão próximos ou afastados da natureza. Já Adam Smith e David Ricardo falaram do valor que veio do trabalho, o que é mais apropriado para o capitalismo, e explica a geração de valor mesmo dentro de indústrias que desde a matéria-prima lidam com elementos bastante afastados da natureza. Eis antão o valor-trabalho, ou simplesmente valor, tal como chama Marx.
Possivelmente, foi para ressaltar a importância do valor que em O Capital começou com a diferença entre valor-de-uso e valor: o valor-de-uso de refere à satisfação de necessidades "do estômago ou da fantasia" (1ª página de O Capital), mas a substância de um produto enquanto mercadoria está no valor, pois se excluindo o valor-de-uso da mercadoria, o que sobra é uma "gelatina de trabalho" (O Capital traduzido pela equipe de Paul Singer) ou uma "objetividade impalpável, a massa pura e simples do trabalho humano" (O Capital traduzido por Reginaldo Sant'anna) e uma forma desse valor se manifestar é pelo valor-de-troca.

Curiosamente, Compendio de O Capital de Carlo Cafiero, que é um resumo escrito para ser mais fácil de compreender começa a partir de valor-de-uso e valor-de-troca, tal como em Contribuição.
1. ↑  Uma Contribuição para a Crítica da Economia Política